# 韋恩斯堡 (印地安納州)
韋恩斯堡（英語：Waynesburg）是位於美國印地安納州第開特縣的一個非建制地區。該地的面積和人口皆未知。

## 地理
韋恩斯堡的座標為39°12′40″N 85°40′10″W / 39.21111°N 85.66944°W，而該地的平均海拔高度為240米（即787英尺）。